# Umbo (mycologie)

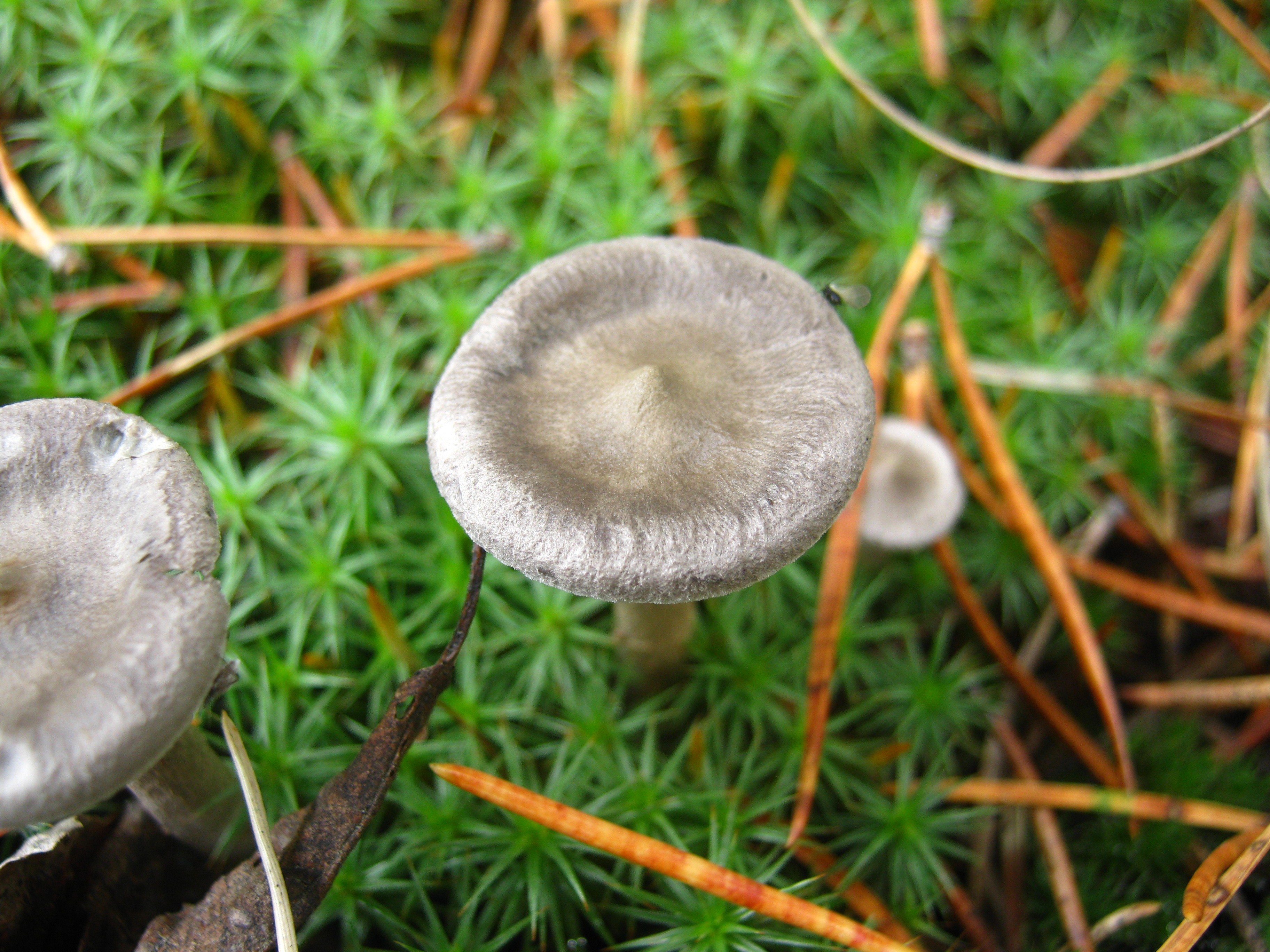
Grijze vorkplaat (Cantharellula umbonata) heeft een umbo.

Een umbo is een verhoogd gebied in het midden van een paddenstoel. Hoeden die over deze eigenschap beschikken, worden umbonaat genoemd. Umbo's die scherp gepunt zijn, worden acuut genoemd, terwijl degenen die meer afgerond zijn in grote lijnen umbonaat zijn.